# Jodocus Willich
Jodocus Willich, né en 1501 à Reszel en Prusse et mort le 12 novembre 1552 à Halle-sur-Saale, est un médecin et humaniste allemand.

## Biographie
À l'âge de 15 ans, Jodocus Willich poursuivit ses études à l'université brandebourgeoise de Francfort (Viadrina). En 1517 déjà, il a obtenu son baccalauréat ; en 1522, il est titulaire d'une maîtrise (Magister). 
À partir de 1524, il fut professeur de rhétorique et spécialiste des auteurs classiques grecs à Francfort. L'un des importants maîtres de la Renaissance, ami de Philipp Melanchthon, Willich est au cœur d'un cercle d'érudits dans la ville. Il est l'auteur d'un important ouvrage de cuisine, publié après sa mort en 1563 par son gendre, le grand naturaliste Conrad Gesner et intitulé "Ars Magirica". On lui doit également un traité sur l'agriculture et les produits de la terre, sous la forme d'un commentaire sur les Géorgiques de Virgile publié en 1539. 

## Publications
- Experimenta P. Virgilii Maronis. Accessit et Commentariolus de Verborum copia, praesertim ex Aristotele et Cicerone conscriptus. Francofordi, ad Viadrum Joan Eichorn excudebat, 1550. Ouvrage curieux étudiant la construction du langage, l'architecture logique du discours, l'emploi des mots, leur classification et leurs évolutions. Prenant modèle sur les exercices pédagogiques de l'Antiquité, l'auteur avait conçu des "expériences" linguistiques sur des extraits de Virgile, dans lesquelles il mettait en pratique certaines de ses théories. Les "expériences" qu'il contient étudient des passages de Virgile évoquant notamment divers phénomènes naturels comme les reflets dans l'eau, le gel d'un cours d'eau, l'arc-en-ciel, les quatre saisons (avec une intéressante évocation des vendanges en automne), le lever du soleil, les douze signes du zodiaque, etc.
- Chronologia in Aeneida Virgilii. Francoforti ad Viadrum, Ioan Eichorn , 1551.
- Ars magirica hoc est, coquinaria, de cibariis, ferculis opsoniis, alimentis et potibus diversis parandis, eorumq. facultatibus. Liber Medicis, philologis et sanitatis tuendae studiosis omnibus apprime utilis... nunc primum editus. Huic accedit Jacobi Bifrontis Rhaeti de operibus lactarris epistola. Tiguri (Zurich), apud Jacobum Gesnerum. 1563. C'est un des premiers livres de gastronomie paru en Suisse fort complet sur la cuisine, les cuisiniers, la bonne chère, les gourmands, les ustensiles de cuisine, les divers aliments : viandes, légumes, pain, poissons, fruits, aromates, herbes, épices, huiles, miel, vinaigre, sucre, les différentes sortes de poissons, les diverses bouillies, les volailles, le pain, les produits laitiers. Il y a aussi une lettre de Jacob Bifrun adressée à Conrad Gesner qui explique comment on fabrique le fromage suisse et tyrolien. (27 janvier 1556)..

- 1530	Orthographiae Institutiones
- 1538	Physiognomonica Aristotelis latina. Facta a J. Willichio Rosellan
- 1539	Commentaria In Artem Poeticam Horatii
- 1539	Prosodia latina, cui nonnulla de modulatione oratoria accesserunt ... Addita ...
- 1540	Commentarius in quatuor Georgicorum libros Virgilii
- 1540	De prodigiosa Maximi imperatoris voracitate & ingluvie disputatio
- 1540	Erofema matum Dialectices libri tres
- 1540	Liber De Pronvnciatione [pronunciatione] Rhetorica doctus & elegans
- 1540	Arithmeticæ libri tres
- 1541	Cathechismi Corpus
- 1542	Brevis et familiaris in Epistolam Pauli ad Titum expositio
- 1542	Erotematum Dialectices libri tres
- 1542	Commentaria ... in utram(que) ad Timotheum Pauli Epistolam
- 1542	In Epistolam Pauli ad Timotheum priorem commentarius, dictatus in schola ...
- 1542	Observationes In Libellvm [libellum] Lactantij [Lactantii] Firmiani, qui de ...
- 1543	De Salinis Cracovianis observatio
- 1544	De agricolarum instrumentis
- 1544	Commentarius anatomicus, in quo est omnium partium corporis humani diligens ...
- 1544	Scholia in Georgicorum P. Vergilii Maronis Lib. IIII. Doctißima
- 1546	In Haggaeum Prophetam doctissima Commentaria
- 1547	in Publii Virgilii Maronis Bucolica doctissima atque ...
- 1548	Scholia posteriora, in P. Virgilij Maronis Bucolica ...
- 1548	Bucolica, opuscula de re hortensi et epigrammata ethica
- 1550	De civili quotidianorum augmentorum [et] decrementorum lunaris luminis ...
- 1550	Experimenta P. Virgilii Explicatio
- 1550	Qvaestiones De Pronvnciatione rhetorica: In Vsvm Stvdiosae Ivventvtis Propositae
- 1550	Experimenta P. Virgilii Maronis
- 1550	Totivs Catecheseos Christianae Expositio
- 1550	De Methodo Omnivm Artivm Et Disciplinarvm Informanda opusculum: una cum multis utilibus et necessarijs exemplis
- 1550	Libellus de pronunciatione rhetorica: Quaestiunculae de pronunciatione in ...
- 1550	In Abdiam Commentaria Rhetoricorvm [rhetoricorum] More Conscripta
- 1551	Chronologia in Aeneida Virgilii, etc
- 1551	De formando studio in quolibet artium et sacrarum et profanarum genere consilium
- 1551	Dialysis Qvatvor Librorvm In Georgicis Virgilii: Signorum Prognosticorum De ...
- 1551	Orthographiæ institutiones: Item de proiodia [sic] Latina ...
- 1551	De consilio et scopo Aeneidos Virgilianæ. De nauigatione Aeneæ. De uarijs ...
- 1551	Prb. Virgilii Maronis, [poeta Mantvani, vniversvm poema: Cvm absolvta Servii ...
- 1551	In Cornelii Taciti Eqvitis Romani Germaniam Commentaria. Autore D. Iodoco ...
- 1552	De Crepitu ventris problemata
- 1553	commentariolum in Terentii Eunuchum
- 1555	Erotematum Rhetoricorum: Cui accessit libellus ...
- 1555	Erotemata in Rhetoricen ad Alexandrum, quae hodie Aristoteli vulgo ...
- 1555	In Omnes Terentii Fabvlas [fabulas] Compendiosa Commentaria: Qvibvs Per ...
- 1555	Fabulae
- 1555	P. Terentii Afri fabulae: editionis postremae et longe emendatissimae
- 1560	Iuditia urinarum Doctoris Iodoci Wilichii Medici doctissimi & celeberrimi
- 1561	Erotemata Dialectices
- 1563	Ars magirica: hoc est, coqvinaris, de cibariis, fercvlis, opsoniis ...
- 1565	Von der Pestilenz ein nützlich Regiment
- 1567	P. Terentii Afri fabulae: Editionis Postremae Et Longe Emendatissimae. M ...
- 1568	Reselliani Erotematum Dialectices Libri III.: Quibus ...
- 1575	P. Vergilii Maronis opera, quæ quidem extañt, omnia: cum ... commentarijs T ...
- 1577	Studentes comoedia de vita studiosorum: nunc primum in lucem edita
- 1579	Christophori Stymmelii Studentes Comoedia, cum praefatione Jod. Willichii et ...
- 1582	Vrinarum probationes: illustr. scholis medicis H. Reusneri
- 1582	Urinarum Probationes, D. Iodoci Wilichii Reselliani: His Accessere Variae ...
- 1597	Libellus philosophicus summam totius philosophiæ ...
- 1610	Beati Rhenani selestadiensis Rerum germanicarum libri tres ...
- 1670	De urinis libri VII ...
- 1673	Cornelii Taciti de situ ... Germaniae libellum commentaria